# Janina Klassen
Janina Klassen (nascida em 1953) é musicóloga alemã e professora emerita da Hochschule für Musik Freiburg.

## Vida e carreira
Nascida em Bad Salzuflen, Klassen estudou musicologia, estudos alemães, filosofia e italiano em Freiburg im Breisgau, Viena, Paris, Siena e Kiel. Ela trabalhou pela primeira vez na Christians Verlag em Hamburgo e como professora de teoria musical. Após vários compromissos e posições de ensino, bem como trabalho freelance como autora, dramaturga e editora, ela obteve o seu doutoramento na Universidade de Quiel e a sua habilitação na Universidade Técnica de Berlim.
De 1999 a 2022, foi professora de Musicologia e membro do Senado da Universidade de Música de Freiburg. Ela publicou artigos sobre música actual e conceitos musicais, tópicos históricos da música, teoria da linguagem musical e questões de género. Em 2009, ela escreveu uma biografia confiável de Clara Schumann.

## Prémios
- Prémio da Faculdade da Christian-Albrechts-Universität zu Kiel pela dissertação
- Prémio Robert Schumann da Cidade de Zwickau em 2019 (juntamente com Ragna Schirmer).[1][4]

## Obras
- Janina Klassen (2009). Clara Schumann: Musik und Öffentlichkeit. Köln/Weimar/Wien: Böhlau. ISBN 978-3-412-19405-5[5]